# Брамвак
Брамва́к (фр. Bramevaque, окс. Brauvaca) — коммуна во Франции, находится в регионе Юг — Пиренеи. Департамент — Верхние Пиренеи. Входит в состав кантона Молеон-Барус. Округ коммуны — Баньер-де-Бигор.
Код INSEE коммуны — 65109.

## География

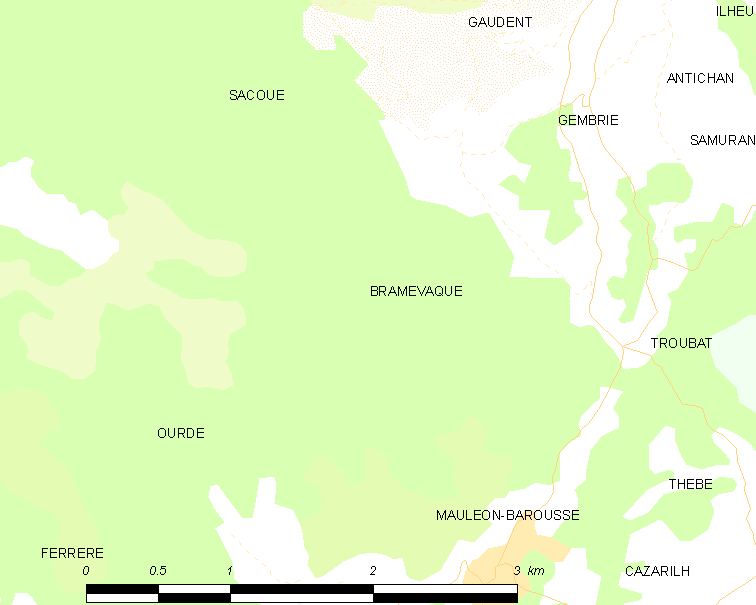
Карта коммуны

Коммуна расположена приблизительно в 670 км к югу от Парижа, в 100 км юго-западнее Тулузы, в 50 км к юго-востоку от Тарба.
На востоке коммуны протекает река Урс. Большую часть территории коммуны занимают леса.

## Климат
Климат умеренно-океанический с солнечной тёплой погодой и обильными осадками на протяжении практически всего года.

## Население
Население коммуны на 2010 год составляло 34 человека.
| 1962 | 1968 | 1975 | 1982 | 1990 | 1999 | 2010 |
| ---- | ---- | ---- | ---- | ---- | ---- | ---- |
| 36   | 36   | 23   | 31   | 23   | 23   | 34   |

## Администрация
| Период | Период | Фамилия       | Партия | Примечания |
| ------ | ------ | ------------- | ------ | ---------- |
| 2001   | 2020   | Жан-Луи Тёлье |        |            |

## Экономика
В 2010 году среди 25 человек трудоспособного возраста (15-64 лет) 18 были экономически активными, 7 — неактивными (показатель активности — 72,0 %, в 1999 году было 64,7 %). Из 18 активных жителей работали 17 человек (7 мужчин и 10 женщин), безработным был 1 мужчина. Среди 7 неактивных 1 человек был учеником или студентом, 2 — пенсионерами, 4 были неактивными по другим причинам.

## Достопримечательности
- Руины замка Комт-де-Комменж[фр.] (XII век). Исторический памятник с 1950 года[4]
- Церковь Св. Варфоломея[фр.] (XII век). Исторический памятник с 1989 года[5]

## Фотогалерея

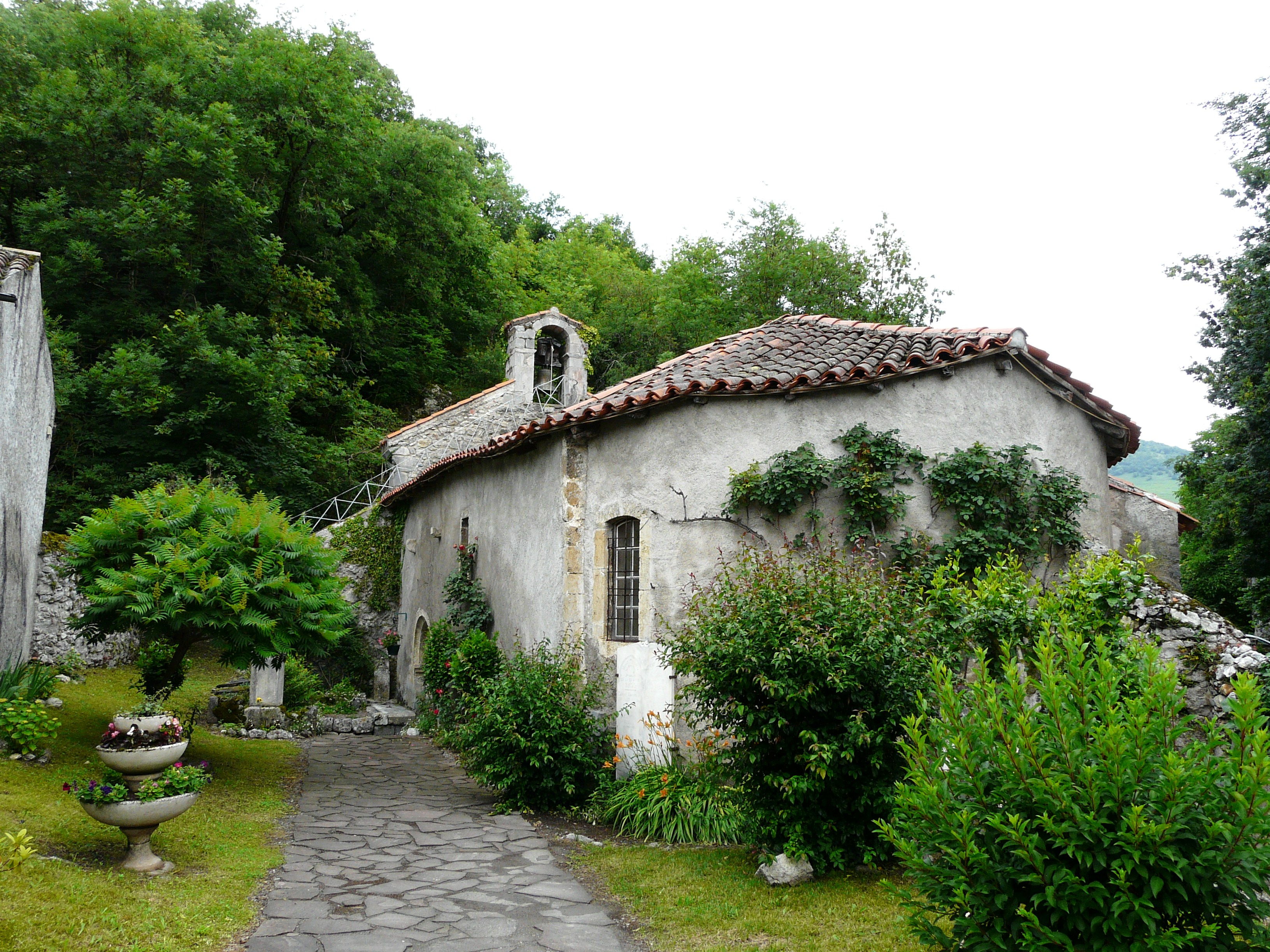
Церковь Св. Варфоломея
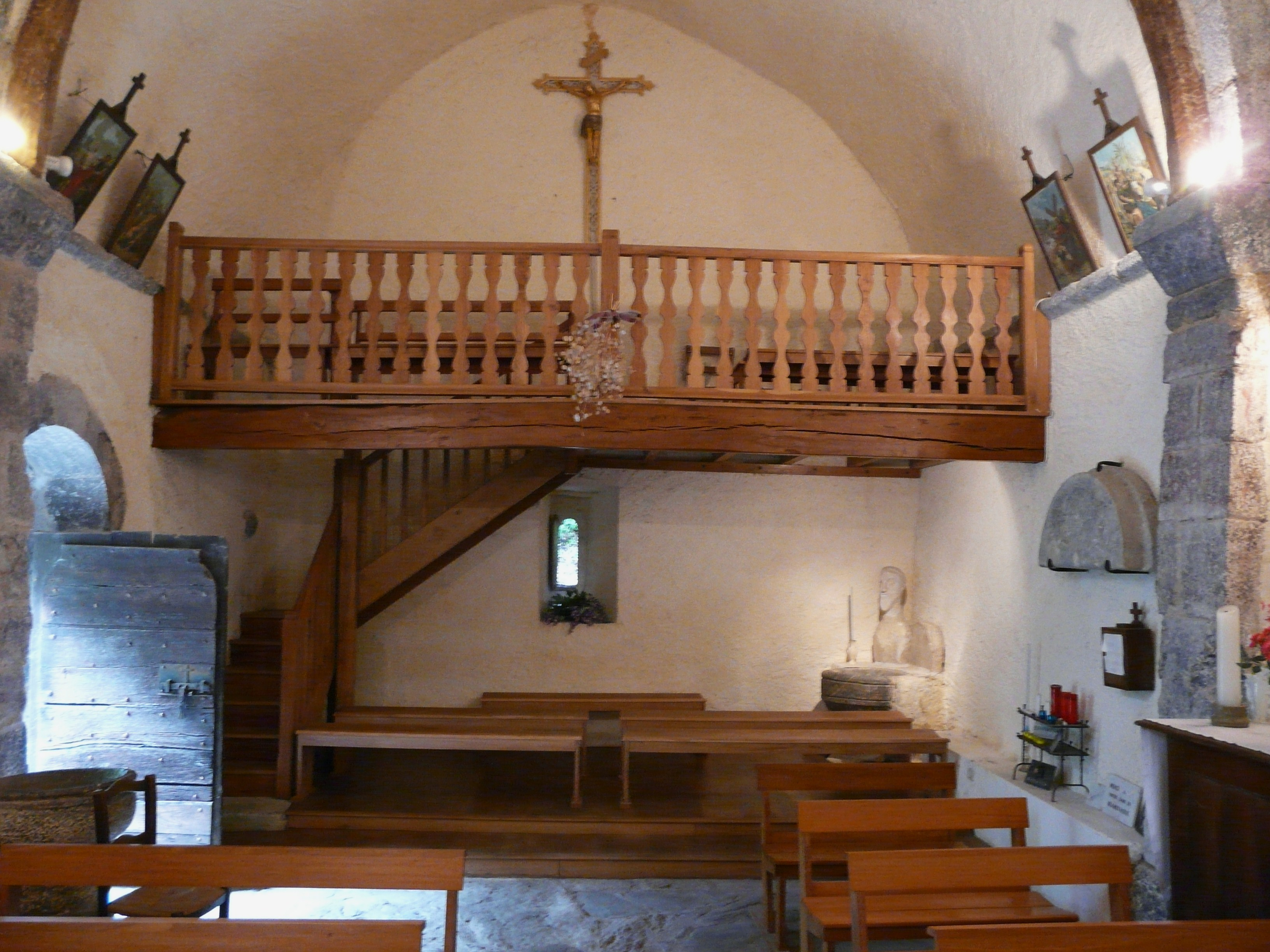
Интерьер церкви Св. Варфоломея
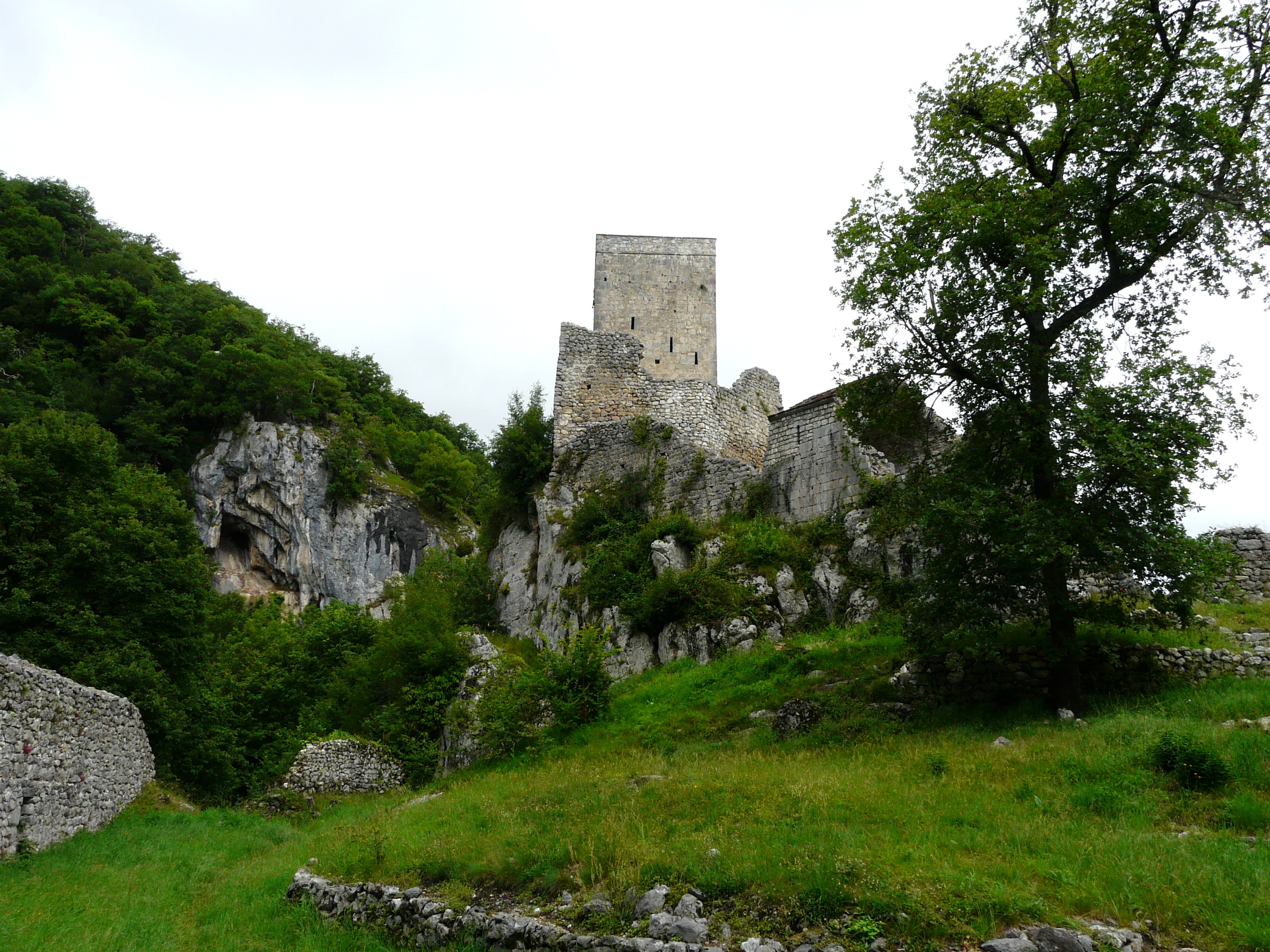
Руины замка Комт-де-Комменж
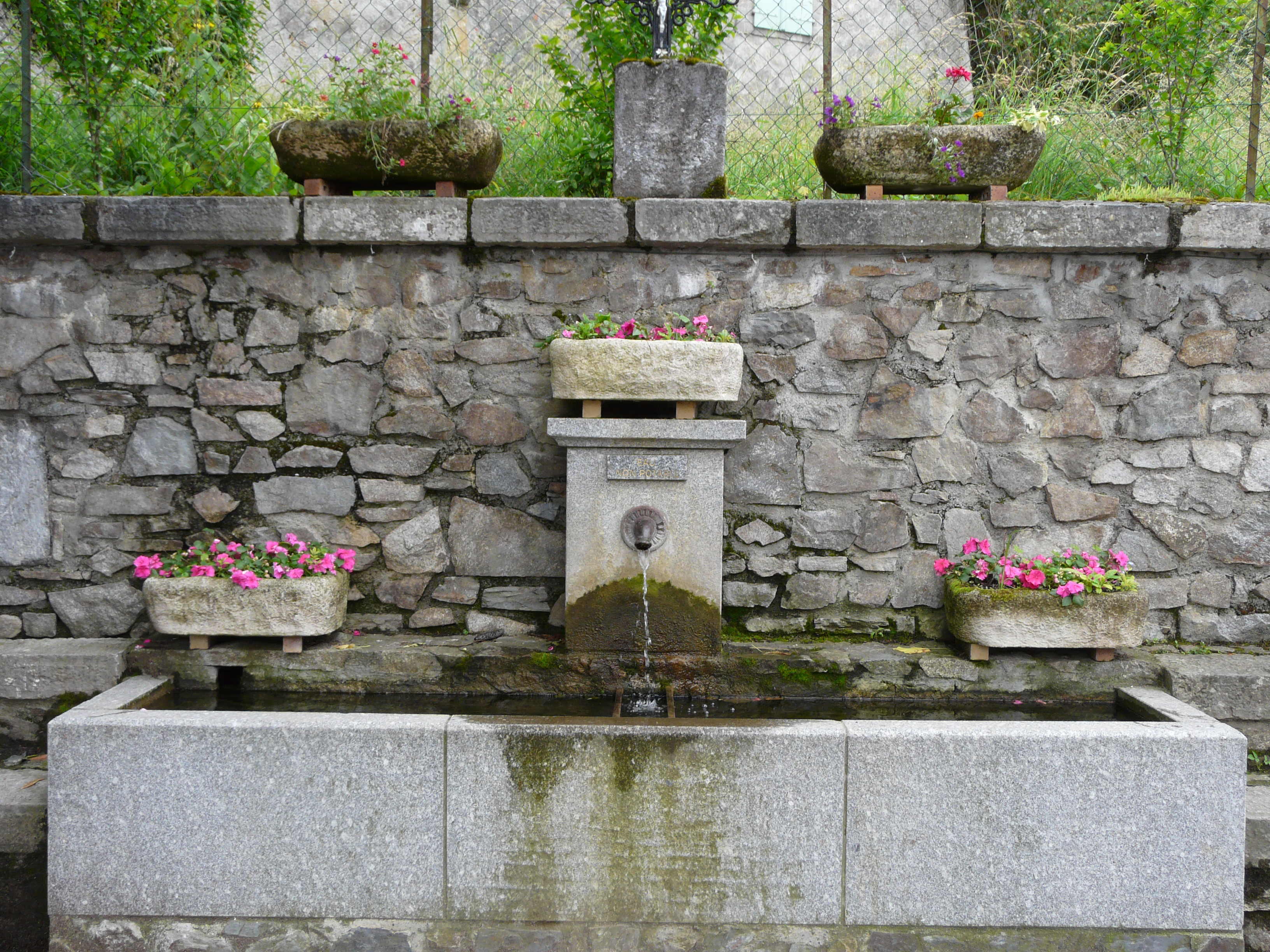
Фонтан
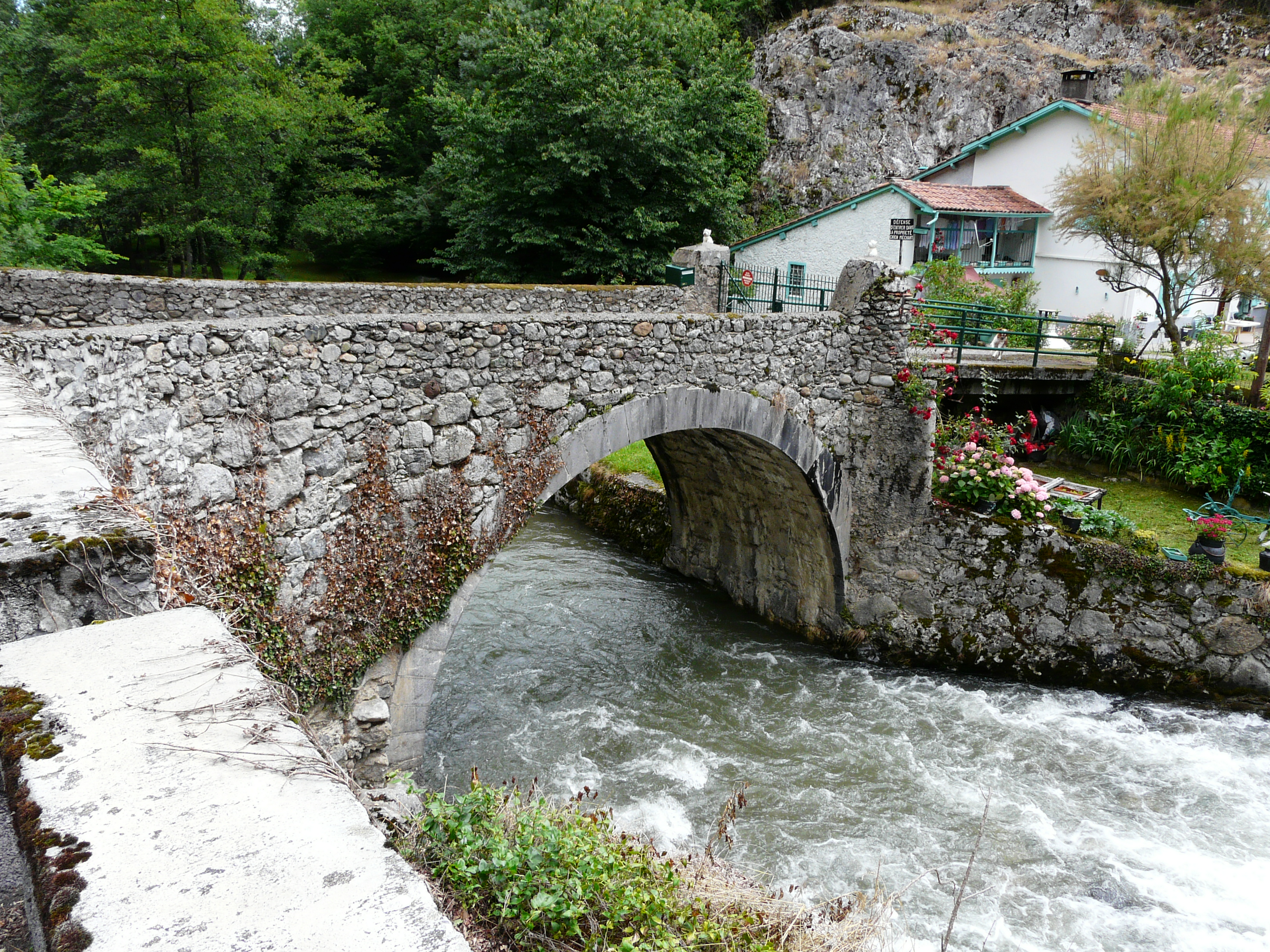
Мост через реку Урс
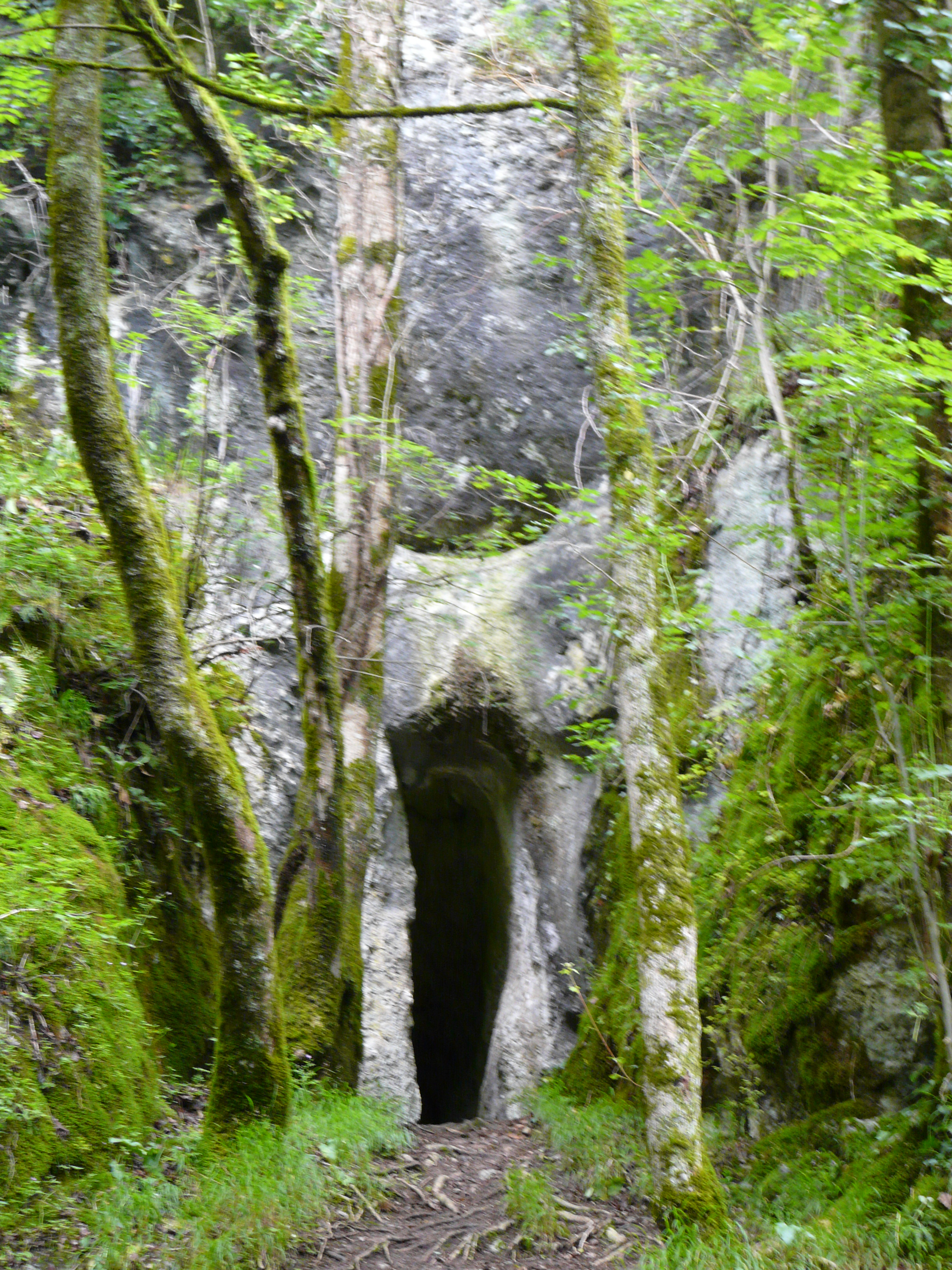
Пещера